# Friedrich Wilhelm Schnitzler

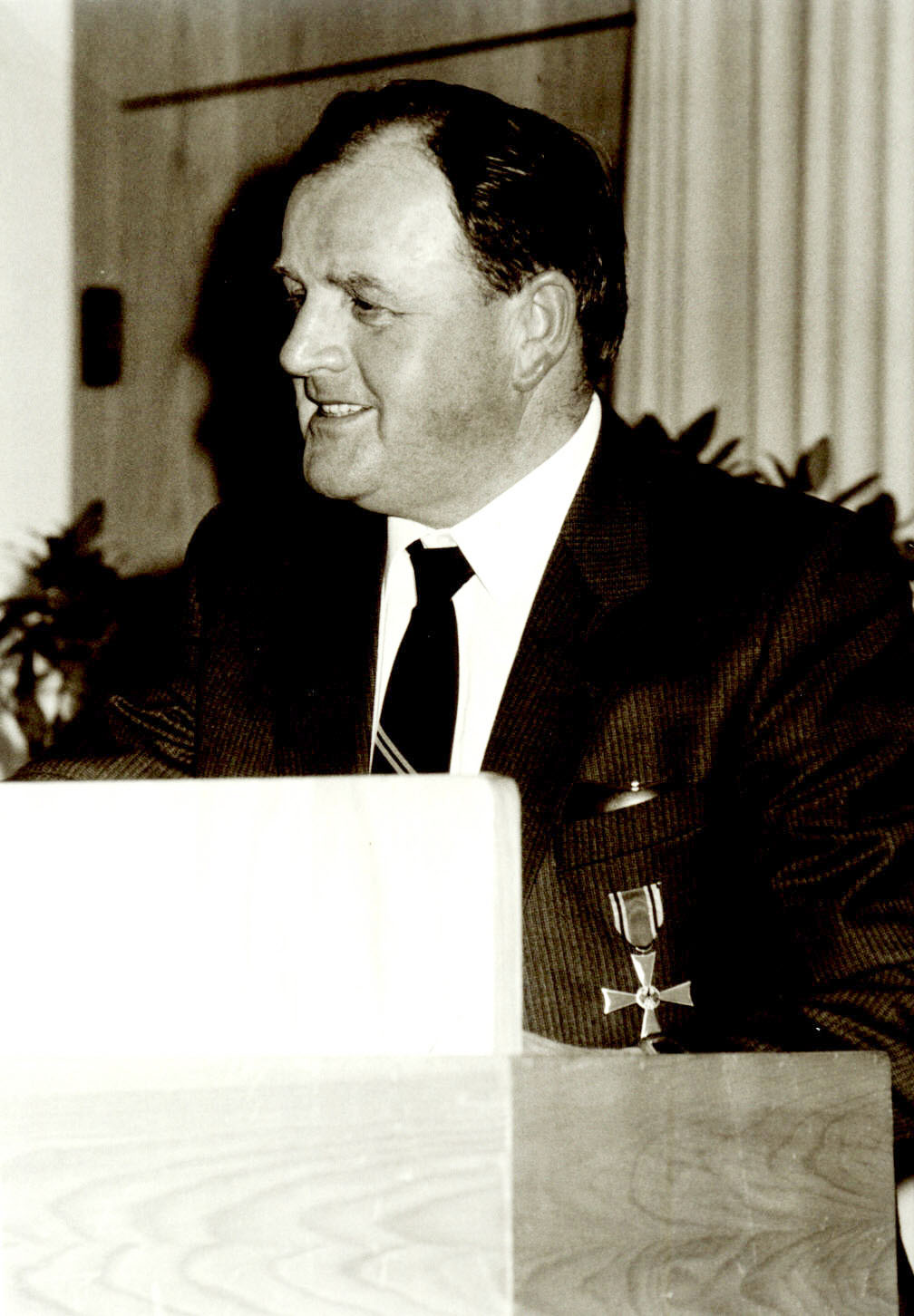
Friedrich Wilhelm Schnitzler bei der Verleihung des Verdienstordens der Bundesrepublik Deutschland, 1983

Friedrich „Fritz“ Wilhelm Schnitzler (* 16. Dezember 1928 in Ohnastetten; † 15. Juli 2011 ebenda) war ein deutscher Landwirt, Verbandsfunktionär, Politiker der CDU, Unternehmer, Mitgründer und Aufsichtsratsvorsitzender der Intermilch-Gruppe, Mitgründer und Aufsichtsratsvorsitzender der Südmilch AG und der Sachsenmilch AG, Vorstandsvorsitzender der Südmilch AG, Mitgründer und Vorstandsvorsitzender der Bezirksmilchverwertung Reutlingen e. G. (BMV), Mitgründer, Vorstandsvorsitzender und Ehrenvorsitzender der Milcherzeugergenossenschaft (MEG) Reutlingen e. G. und Manager der deutschen Wirtschaft. Außerdem war er Gründer und erster Präsident des Kreisbauernverbandes Reutlingen, Gründer und Funktionär des Kreis-Landfrauenverbandes Reutlingen und des Kreis-Landfrauenchores, Gründer und erster Vizepräsident des Landesbauernverbandes in Baden-Württemberg, Funktionär und Dozent der Schwäbischen Bauernschule, der Mariaberger Heime und erster Lobbyist des Landesbauernverbandes in Baden-Württemberg im Landtag von Baden-Württemberg.

## Leben
Friedrich Wilhelm Schnitzler besuchte von 1934 bis 1942 die Volksschule in Ohnastetten, anschließend die landwirtschaftliche Berufsschule in Münsingen. Bis 1944 war Schnitzler in der Hitler-Jugend und wurde danach freiwilliger Soldat in der Wehrmacht. Schnitzler geriet dort in amerikanische Kriegsgefangenschaft, aus der er nach Kriegsende entlassen wurde und zu Fuß nach Ohnastetten zurückkehrte, wo er die Landwirtschaft seines Vaters Friedrich Wilhelm (Senior) übernahm, die er 1964 zum Aussiedlerhof erweiterte. Schnitzler war Jahrzehnte Mitglied des Ohnastetter Kirchengemeinderats, der Sportschützen Ohnastetten e. V. und 60 Jahre aktives Mitglied des Männergesangvereins Frohsinn e. V. in Ohnastetten.

## Politische Tätigkeit und öffentliche Ämter
Fritz Schnitzler war von Oktober 1962 bis Dezember 1974 Gemeinderat in der eigenständigen Gemeinde Ohnastetten und stellvertretender Bürgermeister. Während dieser Zeit war er auch als Schöffe am Landgericht Tübingen tätig. Nach der Gemeindereform war Schnitzler von 1975 bis 1996 Ortsvorsteher des St. Johanner Teilortes Ohnastetten, Mitglied des Ortschaftsrats und des Gemeinderats. Der gelernte Landwirtschaftsmeister bewirtschaftete einen landwirtschaftlichen Betrieb im Nebenerwerb und war als Wildschadenschätzer vereidigt.

## Gründer und erster Präsident des Kreisbauernverbandes Reutlingen
Der Bauernverbandsfunktionär und Kommunalpolitiker der CDU wurde im Januar 1962 zum 1. Vorsitzenden des damaligen Bauernverbandes Reutlingen gewählt, vereinigte 1975 die Bauernverbände Reutlingen und Münsingen zum Kreisbauernverband Reutlingen e. V. und wurde dadurch zum Gründer des Kreisbauernverbandes Reutlingen. Von 1975 bis 1992 war Schnitzler 1. Vorsitzender (Kreisobmann) des Kreisbauernverbandes Reutlingen. Er war dadurch der erste politische Vertreter des bäuerlichen Berufsstandes für den gesamten Landkreis Reutlingen und gilt deshalb als Gründungsvater des Kreisbauernverbandes Reutlingen. Nach 1992 war Schnitzler bis zu seinem Tod Ehrenvorsitzender des Kreisbauernverbandes Reutlingen.

## Gründer des Kreis-Landfrauenverbandes Reutlingen und des Kreis-Landfrauenchores
Der Kreis-Landfrauenverband Reutlingen entstand 1982 im Kreisbauernverband Reutlingen. Nachdem Fritz Schnitzler 1975 den Kreisbauernverband Reutlingen, mit Sitz in Münsingen, gegründet hatte, wurde Heinrich Mangold aus Münsingen-Apfelstetten zum Geschäftsführer gewählt.
Der Kreisbauernverband Reutlingen begann die Landfrauenarbeit im Landkreis Reutlingen mit einer Sommerlehrfahrt.

Am 3. Juni 1982 gründeten die Gründungsväter des Landesbauernverbandes in Baden-Württemberg, Fritz Schnitzler und Ernst Geprägs zusammen mit den Landfrauen des Landkreises Reutlingen den Landfrauenverband Reutlingen im Kreisbauernverband Reutlingen e. V.
Als erste Kreisvorsitzende wurde nach der Gründung Lore Lamparter aus Münsingen-Dottingen ins Amt gewählt.
1991 wurde auf Betreiben von Lore Lamparter und den Landfrauen, zusammen mit Fritz Schnitzler und Ernst Geprägs, der Kreis-Landfrauenchor gegründet. Die höchste Auszeichnung des Verbandes ist die Ehrennadel Die fleißige Biene in Gold. Dem Landfrauenverband Reutlingen gehören mehr als 1000 Mitglieder aus 21 Ortsverbänden an. Der Landfrauenverband Reutlingen ist Mitglied in dessen Dachverband Landfrauenverband Württemberg-Hohenzollern, den die Gründer Ruth Wößner, Toni Teufel und Ernst Geprägs am 16. Oktober 1981 als Landfrauenverband Südwürttemberg-Hohenzollern gegründet haben, welcher Mitglied im Deutschen Landfrauenverband ist. Zielsetzungen, Bildungs- und Weiterbildungsangebote des Landfrauenverbandes Reutlingen sind Bildungs- und Weiterbildungsseminare in Kultur, Familie und Gesundheit, Informations- und Lehrfahrten, Landfrauentreffen, Interessenverband Bäuerlicher Landwirtschaft und Ländlicher Hauswirtschaft.

## Gründer und erster Vizepräsident des Landesbauernverbandes in Baden-Württemberg
1989 gründete Friedrich Wilhelm Schnitzler zusammen mit seinem Freund und Mitstreiter Ernst Geprägs den Landesbauernverband in Baden-Württemberg. Die Delegierten wählten Ernst Geprägs zum ersten Präsident und Friedrich Wilhelm Schnitzler zum ersten Vizepräsident und ersten Lobbyist des Landesbauernverbandes in Baden-Württemberg (LBV) im Landtag von Baden-Württemberg. Friedrich Wilhelm Schnitzler und Ernst Geprägs gelten seither als die Gründungsväter des Landesbauernverbandes in Baden-Württemberg und waren auch die Mitbegründer der Schwäbischen Bauernschule in Bad Waldsee, dessen Träger der LBV ist. Sein besonderes Engagement galt der bäuerlichen Landwirtschaft. Besonders prägte er die Bereiche Milcherzeugung und -verarbeitung, in denen er wesentliche Strukturveränderungen erwirkte, die bundesweit heftige Auseinandersetzungen, auch innerhalb des Berufsstandes und mit der Politik zur Folge hatte. Bedingt als Lobbyist des bäuerlichen Berufsstandes für das Bundesland Baden-Württemberg und als Vorstandsvorsitzender der Südmilch AG Deutschland, mit Hauptsitz in Stuttgart, führte Fritz Schnitzler jahrelang Verhandlungen mit Lothar Späth im Landtag von Baden-Württemberg, woraus eine langjährige Freundschaft zwischen beiden entstand. Schnitzler war maßgeblich bei der Gründung des Kreis-Landfrauenverband Reutlingen und des Kreis-Landfrauenchores beteiligt. Er eröffnete die erste politische Versammlung des Kreisbauernverbandes Reutlingen, die Lichtmesstagung, in St. Johann und brachte somit erstmals die Lichtmess in die Gemeinde. Am 28. November 1983 wurde Schnitzler vom Bundespräsident Karl Carstens durch Staatssekretär Ventur Schöttle das Bundesverdienstkreuz am Bande des Verdienstordens der Bundesrepublik Deutschland, für seine Verdienste um den bäuerlichen Berufsstandes in der Bundesrepublik Deutschland, verliehen.

## Mitgründer und Aufsichtsratsvorsitzender der Intermilch-Gruppe, der Südmilch AG und der Sachsenmilch AG
Schnitzler war Mitgründer der sich im Juni 1969 in Heilbronn gegründeten überregionalen Interessengemeinschaft Milch (Intermilch-Gruppe), der sich neben der MVH auch die Württembergische Milchverwertung Südmilch AG (WMV) aus Stuttgart und das Dauermilchwerk Hohenlohe-Franken GmbH aus Künzelsau anschlossen und die damit zum größten deutschen milchverarbeitenden Unternehmen wurde. Am 29. Juni 1972 erfolgte die Fusion der MVH mit der WMV zur Südmilch AG. Zum ersten Vorstandsvorsitzenden wurde Wolfgang Weber, zum ersten Aufsichtsratsvorsitzenden wurde Friedrich Wilhelm Schnitzler gewählt. Da die Südmilch AG Ende der 1980er-Jahre und im Zusammenhang mit der deutschen Wende sehr stark expandierte, gründeten die Vorstände der Südmilch AG 1990 die Sachsenmilch AG, in welcher Fritz Schnitzler ebenfalls zum Aufsichtsratsvorsitzenden gewählt wurde. Zum Vorstandsvorsitzenden wurde Wolfgang Weber gewählt. Die Südmilch AG hatte einen damaligen Jahresumsatz von 13 Milliarden DM. Die Sachsenmilch AG belastete anfänglich, bedingt durch hohe Investitionskosten, die Südmilch AG sehr hoch. Dazu kam der durch Wolfgang Weber ausgelöste Südmilch-Skandal hinzu, welcher eine zu starke Schwächung beider Konzerne und dadurch einen Vergleich der Südmilch AG und der Sachsenmilch AG zur Folge hatte. Die Sachsenmilch AG wurde durch die Unternehmensgruppe Theo Müller übernommen, die Südmilch AG fusionierte mit der Campina BV, der heutigen FrieslandCampina Germany.

## Aufsichtsratsvorsitzender und Vorstandsvorsitzender der Südmilch AG
Als Aufsichtsratsvorsitzender und Vorstandsvorsitzender leitete Fritz Schnitzler die Südmilch AG Deutschland mit Hauptsitz in Stuttgart, die er 1993, bedingt durch den Südmilch-Skandal, für etwa 350 Millionen DM an die FrieslandCampina Germany mit Sitz in Holland verkaufen musste. Die Südmilch AG hatte zu dieser Zeit einen Kurswert von rund 1 Milliarde DM. Durch die Tätigkeit als Konzernchef der Südmilch AG führte Schnitzler unter anderen viele Gespräche mit Stuttgarts Oberbürgermeister Manfred Rommel, woraus später eine Freundschaft entstand.

### Bezirksmilchverwertung Reutlingen e.G.
Schnitzler war Mitgründer und Vorstandsvorsitzender der Bezirksmilchverwertung Reutlingen e. G. (BMV), die seit 1996 als Milcherzeugergenossenschaft (MEG) Reutlingen e. G. firmiert, in der er ebenfalls als Vorstandsvorsitzender und später bis zu seinem Tod als Ehrenvorsitzender beratend tätig war. Die BMV war Betreiber des Milchwerks in Reutlingen und der Südmilch AG angeschlossen. Zum Hauptgeschäftsführer im Milchwerk Reutlingen wurde Gottlieb Rapp eingesetzt. Stellvertretender Hauptgeschäftsführer des Milchwerks Reutlingen war Fritz Schnitzler. Nach der Fusion der Südmilch AG mit der Campina BV schloss sich die MEG der OMIRA an. 2010 verkaufte die MEG das Firmengelände des Reutlinger Milchwerks an die Stadt Reutlingen, welche das Milchwerk abriss und das Gelände seither als Parkfläche an die Robert Bosch GmbH Niederlassung Reutlingen vermietet.

## Mäzenat
Schnitzler förderte mehrere Institutionen, soziale Einrichtungen und Verbände, die er selbst gegründet und ins Leben gerufen hat als Mäzen. Unter anderem die Mariaberger Heime, die Schwäbische Bauernschule in Bad Waldsee, den Kreisbauernverband Reutlingen, den Kreis-LandFrauenverband Reutlingen und den Landesbauernverband in Baden-Württemberg.

## Familie und Bäuerliche Landwirtschaft
Friedrich Wilhelm Schnitzler lebte mit seiner Ehefrau Anne-Marie und ihrem gemeinsamen Sohn Frank Christoph im Ortsteil Ohnastetten der Gemeinde Sankt Johann (Württemberg). Die Familie bewirtschaftete einen 30 Hektar großen Bauernhof mit Schwerpunkt Fleckviehzucht und Milchproduktion als Nebenerwerbsbetrieb.

## Funktionär in Konzernen, Verbänden und Institutionen
Friedrich Wilhelm Schnitzler war Funktionär und Mitglied in folgenden Konzernen, Verbänden und Institutionen:
- Intermilch, Mitgründer und Aufsichtsratsvorsitzender
- Südmilch AG, Mitgründer, Aufsichtsratsvorsitzender und Vorstandsvorsitzender
- Sachsenmilch AG, Mitgründer und Aufsichtsratsvorsitzender
- Bezirksmilchverwertung Reutlingen e. G. (BMV), Vorstandsvorsitzender
- Milcherzeugergenossenschaft (MEG) Reutlingen e. G., Mitgründer, Vorstandsvorsitzender und Ehrenvorsitzender
- Bezirksmilchverwertung Reutlingen e. G. (Milchwerk Reutlingen), stellvertretender Hauptgeschäftsführer
- Deutscher Bauernverband, Mitglied und Funktionär
- Landesbauernverband in Baden-Württemberg, Mitgründer und erster Lobbyist
- Bauernverband Reutlingen, 1. Vorsitzender
- Kreisbauernverband Reutlingen, Mitbegründer und 1. Vorsitzender (Kreisobmann)
- Kreis-Landfrauenverband Reutlingen, Mitgründer und Funktionär
- Landfrauenchor Reutlingen, Mitgründer und Funktionär
- Deutscher Fleckviehzuchtverband, Mitglied und Funktionär
- Deutsche Landwirtschafts-Gesellschaft (DLG), Mitglied und Funktionär
- BayWa, Mitglied und Funktionär
- Landgericht Tübingen, Schöffe
- CDU, Mitglied und Funktionär
- Ortschafts- und Gemeindeverwaltung der eigenständigen Gemeinde Ohnastetten, stellvertretender Bürgermeister und Mitglied des Gemeinderats
- Ortschafts- und Gemeindeverwaltung der Gemeinde St. Johann (Württemberg), Ortsvorsteher des Teilorts Ohnastetten, Mitglied des Ortschaftsrats und Mitglied des Gemeinderats
- Mariaberger Heime, Mitglied im Mitgliederausschuss, des Verwaltungsrats und Dozent
- Schwäbische Bauernschule, Mitgründer und Fachdozent

## Landwirtschaftliches Hauptfest
Friedrich Wilhelm Schnitzler war maßgeblich an der Durchführung des Landwirtschaftlichen Hauptfestes und als Hauptredner der Festansprachen aktiv, insbesondere als Mitbegründer und erster Lobbyist des Landesbauernverbandes in Baden-Württemberg. Das Landwirtschaftliche Hauptfest auf dem Cannstatter Wasen steht in direkter Verbindung zum Cannstatter Volksfest und findet zeitgleich mit diesem statt.
Schnitzler war ebenso bei der jährlichen Eröffnung der Internationalen Grünen Woche in Berlin ein gefragter Redner vor tausenden Messebesuchern.

## Schwäbische Bauernschule
Am 22. Dezember 1949 gründete der Präsident des Landesbauernverbandes für Württemberg und Hohenzollern, Bernhard Bauknecht, die Schwäbische Bauernschule in Bad Waldsee. Danach beteiligten sich die Gründungsväter des Landesbauernverbandes in Baden-Württemberg, Friedrich Wilhelm Schnitzler und dessen Freund und Mitstreiter Ernst Geprägs, zu wesentlichen Teilen am Auf- und Ausbau der Schule zum heutigen Bildungszentrum für den ländlichen Raum in Baden-Württemberg. Friedrich Wilhelm Schnitzler, Ernst Geprägs und Bernhard Bauknecht waren die gefragtesten Fachdozenten für die Bereiche Ökologie, Ökonomie, Agrarwirtschaft moderne Agrartechnik und bäuerliche Landwirtschaft.

## Mariaberger Heime

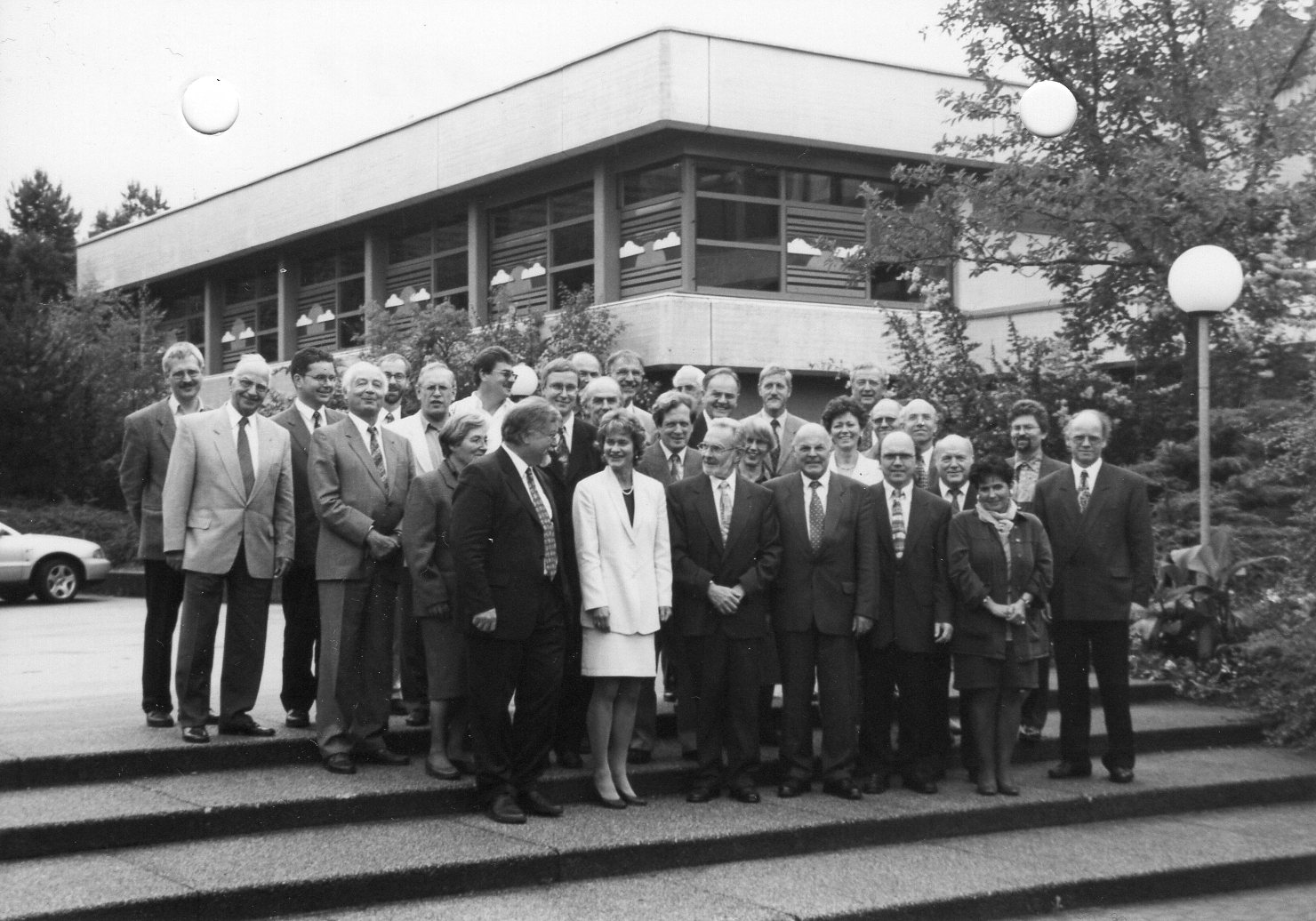
Friedrich Wilhelm Schnitzler im Verwaltungsrat der Mariaberger Heime 1997

Friedrich Wilhelm Schnitzler war viele Jahre im Mitgliederausschuss und im Verwaltungsrat der Mariaberger Heime aktiv. Er war maßgeblich bei der Erstellung und Verfassung der Satzung der Mariaberger Heime e. V. beteiligt und baute die dortige Landwirtschaft, in der die Bewohner bis heute Arbeit und Beschäftigung finden, wesentlich aus, wo er als Dozent in moderner Landwirtschaft auch unterrichtete.

## Auszeichnungen und Ehrungen

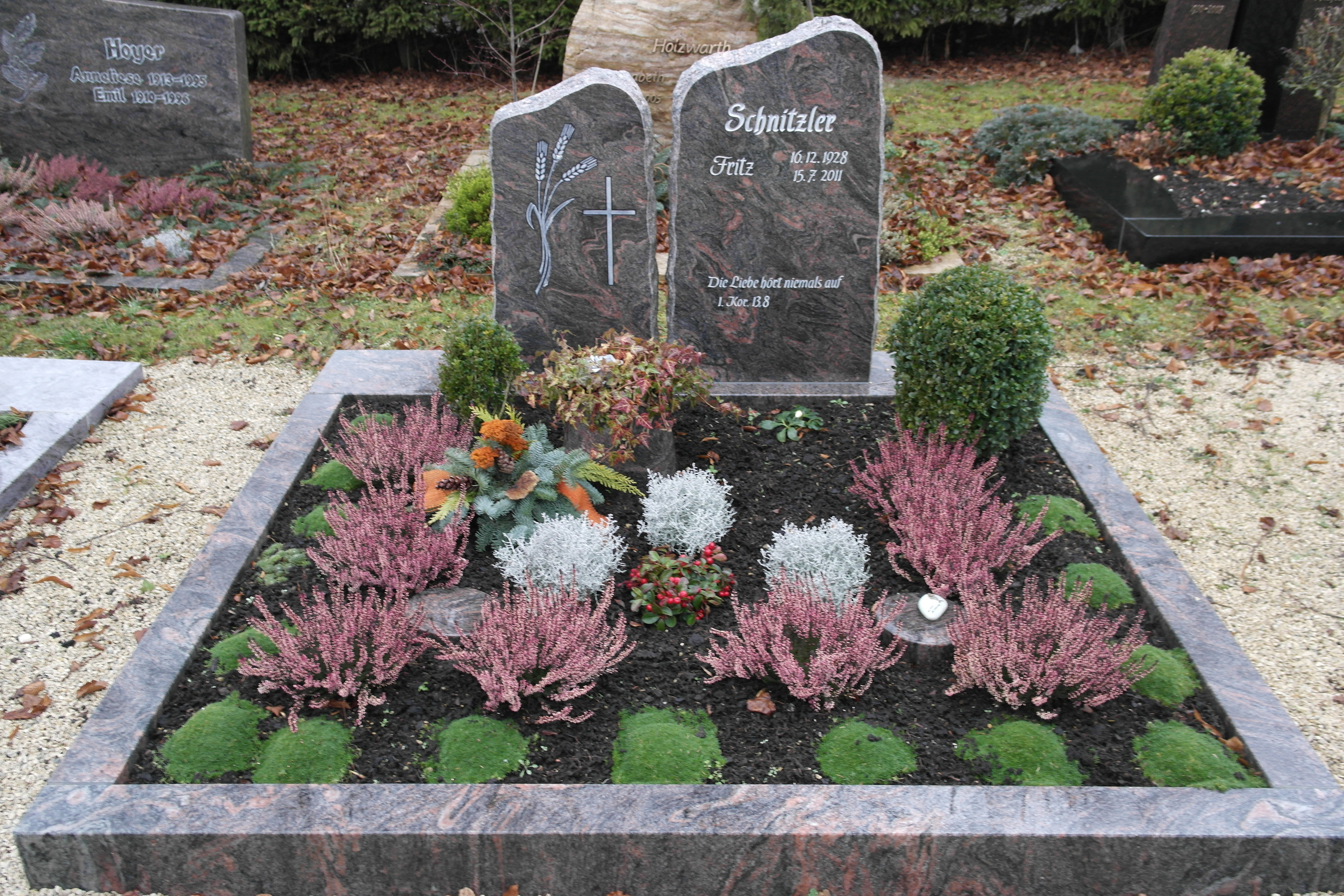
Grabanlage der Familie Friedrich Wilhelm Schnitzler im Friedhof Ohnastetten am 16. Dezember 2015

Schnitzler wurden folgende Ehrungen zuteil:
- 28. November 1983 Verleihung des Verdienstkreuzes am Bande des Verdienstordens der Bundesrepublik Deutschland durch Bundespräsident Karl Carstens. Die Laudatio hielt Staatssekretär Ventur Schöttle in Würtingen,
- 1992–2011 Ehrenvorsitzender des Kreisbauernverbandes Reutlingen,
- 1996–2011 Ehrenvorsitzender der Milcherzeugergenossenschaft (MEG) Reutlingen e. G.